# Pterolophia duplicata
Pterolophia duplicata là một loài bọ cánh cứng trong họ Cerambycidae.